# Златкис, Белла Ильинична
Белла Ильинична Златкис (род. 1948) — советский и российский государственный деятель; финансист, банкир; кандидат экономических наук (1978). В 1991—1993 годах работала начальником управления государственных ценных бумаг и финансового рынка Министерства экономики и финансов (с 1992 года — Министерства финансов) Российской Федерации.

## Биография
Родилась 5 июля 1948 года в Москве. Её сестра-близнец Нина — профессор Академии бюджета и казначейства Министерства финансов РФ.
В 1970 году окончила Московский финансовый институт (ныне — Финансовый университет при Правительстве Российской Федерации) по специальности «Финансы и кредит». В 1978 году, по окончании аспирантуры Всесоюзного заочного финансово-экономического института, ей была присвоена ученая степень кандидата экономических наук.
С 1970 по 1991 годы работала в Министерстве финансов РСФСР на должностях экономиста, старшего и главного экономиста, начальника отдела Управления финансирования промышленности, заместителя начальника Управления по совершенствованию хозяйственного механизма и цен, начальника сводных отделов, начальника отдела организации финансовых рынков, государственных кредитов и займов.
В 1991—1993 годах работала начальником управления государственных ценных бумаг и финансового рынка Министерства экономики и финансов (с 1992 года — Министерства финансов) Российской Федерации. С 1992 года — член Коллегии Министерства финансов. В 1993—1998 годах — руководитель департамента ценных бумаг и финансового рынка. В 1998—2000 годах — руководитель департамента управления государственным внутренним долгом Министерства финансов РФ. В августе 2000 года была назначена на должность заместителя министра финансов Российской Федерации, где проработала по 2004 год.
С мая 2004 года по июнь 2022 года — заместитель председателя правления Сбербанка, курировала работу блока «GR, правовые вопросы, комплаенс и ДЗО» и управления внутреннего аудита.
В 2005 году Белла Ильинична была избрана членом совета директоров ЗАО «Фондовая биржа ММВБ», в 2009—2012 годах была председателем Совета директоров «ММВБ», с 2011 года входит в Совет директоров ОАО «ММВБ-РТС».
С 2009 года является членом Совета директоров НП «Национальный депозитарный центр»; с 2011 года возглавляет наблюдательный совет НКО ЗАО «Национальный расчетный депозитарий»; с 2012 года входит в совет директоров СРО «НАУФОР».
Замужем, супруг по национальности латыш. У них есть взрослая дочь — Светлана Берман, является сотрудницей ЮниКредит Банка.
В интервью журналу «Forbes» Златкис рассказала, что у неё даже есть время на садоводство на собственном участке в шесть соток от кооператива Минфина. «Вместе со своей подругой (также замминистра финансов Надеждой Максимовой) мы все ночи напролет крутили банки с огурцами, помидорами, грибами. Зато когда приезжали на переговоры иностранцы, у нас не было вопроса, чем их встречать. Из-за моего стола редко кто мог живым выйти», — вспоминает Златкис.

## Санкции
3 мая 2022 года, на фоне вторжения России на Украину, внесена в санкционный список Канады «близких соратников режима» за «соучастие в выборе президента Путина вторгнуться в мирную и суверенную страну».
8 мая 2022 года включена в санкционный список США «против военных действий России» как лицо связанное со Сбербанком, ранее попавшим под санкции США и ряда других стран.
26 сентября 2022 года попала под санкции Великобритании против топ-менеджеров российских в связи с проведением «референдумов», проводимых в самопровозглашенных ДНР и ЛНР, а также в оккупированных Херсонской и Запорожской областях Украины.

## Заслуги
- Награждена орденами  «За заслуги перед Отечеством» IV степени, Александра Невского и Дружбы, а также медалью ордена «За заслуги перед Отечеством» II степени.
- Имеет почетное звание «Заслуженный экономист Российской Федерации».
- Удостоена благодарности Президента Российской Федерации, имеет Почётную грамоту Правительства Российской Федерации.